# Lebenskünstler (Film)
Lebenskünstler (Originaltitel: You Can’t Take It with You) ist eine US-amerikanische Liebeskomödie von Frank Capra aus dem Jahr 1938 mit Jean Arthur und James Stewart in den Hauptrollen. Der Film basiert auf dem gleichnamigen, mit dem Pulitzer-Preis ausgezeichneten Stück von George Simon Kaufman und Moss Hart. Wie bereits das Stück wurde auch der Film zum Erfolg und gewann den Oscar für den Besten Film und die Beste Regie des Jahres. Für Capra war es nach Es geschah in einer Nacht und  Mr. Deeds geht in die Stadt der dritte Oscar für die beste Regie in vier Jahren.
Arthur und Stewart drehten im nächsten Jahr mit Capra Mr. Smith geht nach Washington.

## Handlung
Der erfolgreiche New Yorker Bankier Anthony P. Kirby ist soeben aus Washington, D.C. zurückgekehrt, wo ihm von der Regierung ein Monopol auf bestimmte Munitionsarten ermöglicht wurde, das ihn sehr reich machen wird. Ebenfalls plant Kirby sämtliche Wohnblöcke um die Firma eines Konkurrenten herum aufzukaufen und die Grundstücke neu zu bebauen, damit dieser keine Transportwege mehr für seine Produkte hat. Nur eine Familie im Wohnblock will ihr Haus immer noch nicht verkaufen, so dass Kirby seinen Immobilienmakler John Blakely anweist, der Familie eine hohe Summe anzubieten oder ihr ansonsten Ärger zu bescheren.
Unterdessen hat sich Kirbys Sohn Tony, der Vizepräsident der Bank, in seine Sekretärin, die Stenotypistin Alice Sycamore, verliebt. Als Tony sich mit ihr verloben will, fürchtet Alice, dass Tonys reiche und bekannte Familie auf sie und ihre Familie herabschauen werde. Alice ist das einzige normale Mitglied ihrer äußerst exzentrischen, aber liebenswürdigen Familie, die vom bodenständigen und lebensweisen Großvater Martin Vanderhof angeführt wird. Vanderhof war einst selbst Geschäftsmann, ehe ihm vor Jahrzehnten klar wurde, dass er keinen Spaß an seiner Arbeit hatte. Die Familienmitglieder gehen ihren Interessen nach – beispielsweise ist Vanderhofs Tochter Penny Autorin und Malerin, der Schwiegersohn Paul baut mit dem ehemaligen Eisverkäufer Mr. DePinna an Feuerwerken, Alices Schwester Essie ist eine leidlich begabte Tänzerin. Die Familie wird damit nicht reich, ist aber glücklich. Was Tony und seiner Familie nicht klar ist: Vanderhof gehört das letzte Haus im Wohnblock, das er um keinen Preis an Kirby verkaufen will.
Als Kirby und seine hochmütige Frau von den Heiratsplänen ihres Sohnes mit der einfachen Mitarbeiterin erfahren, sind sie schockiert und wollen dem entgegensteuern. Bevor Alice Tonys Heiratsantrag annimmt, besteht sie darauf, dass sich die beiden vollkommen gegensätzlichen Familien kennenlernen. Tony bringt seine Eltern absichtlich am falschen Tag zu Alices unvorbereiteter Familie, damit die Eltern sie so kennenlernen, wie sie in Wirklichkeit ist, so dass das komplette Haus wie meist in Unordnung ist. Als die Kirbys schockiert nach dem desaströsen Treffen das Haus verlassen wollen, verhaftet die Polizei jeden im Haus wegen Ruhestörung durch nicht genehmigte Feuerwerke. Während die Verhafteten in der Ausnüchterungszelle auf den Nachtrichter warten, beleidigt Mrs. Kirby Alice als ihres Sohnes unwürdig, was Alice tief verletzt. Ironischerweise stellt sich heraus, dass der Immobilienmakler von Kirby den Polizeieinsatz initiiert hat. Im Verhör fragt der Nachtrichter, warum die Kirbys beim Haus der Vanderhofs gewesen seien. Als Großvater Martin – um die Kirbys zu schützen – erklärt, es sei wegen des Hausverkaufes gewesen, reagiert Alice wütend und offenbart, es sei wegen ihrer Verlobung mit Tony, von dem sie wegen des bösen Verhaltens seiner Familie ihr gegenüber enttäuscht sei. Dies sorgt für eine Sensation in den Zeitungen, woraufhin Alice die Stadt verlässt.
Nach Alices Weggang entscheidet sich Vanderhof, das Haus zu verkaufen, womit der letzte Widerstand gegen Kirby beendet ist und nun der gesamte Stadtteil für Kirbys Neubebauung ausziehen soll. Diese Nachrichten sorgen für große Schwankungen an den Börsen, wovon hauptsächlich Kirby selbst profitiert. Da stirbt Kirbys vor der Pleite stehender Mitbewerber Ramsey, der ihn noch kurz zuvor in einem Gespräch als einen rücksichtslosen und falschen Menschen bezeichnet hat, an einem Herzanfall. Kirby realisiert, dass er eigentlich keine Freunde und nur Geld hat, was ihm zuvor auch schon Vanderhof in der Ausnüchterungszelle sagte. Vor der entscheidenden Sitzung des Aufsichtsrates legt Tony seinen Posten beim Vater nieder und beide – enttäuscht von der Entwicklung in ihrem Leben – besuchen unabhängig voneinander die Vanderhofs, als diese aus dem Haus ausziehen. Dort bittet Kirby Vanderhof um Rat aufgrund dessen Lebensweisheit und Tony und Alice werden wieder ein Paar. Am Ende des Filmes versammeln sich beide Familien zum Essen im Haus der Vanderhofs, das wie das gesamte Viertel nicht mehr geräumt werden muss.

## Hintergründe
Der Film basiert auf dem mit dem Pulitzer-Preis ausgezeichneten Bühnenstück in drei Akten Freut euch des Lebens  von George Simon Kaufman und Moss Hart. Es wurde am 14. Dezember 1936 erstmals aufgeführt und erreichte 837 Vorstellungen. Der Filmtitel You Can’t Take It With You (zu deutsch etwa: „Du kannst es nicht mitnehmen“) wird von Martin Vanderhof im Gespräch mit Anthony Kirby in der Gefängniszelle gesprochen. Vanderhof meint damit, dass Kirby alle seine Reichtümer nach seinem Tod nicht „mitnehmen“ könne und sie dadurch letztlich wertlos sind.
Im Film ist Lionel Barrymore als Großvater Martin Vanderhof nur mit Krücken zu sehen, was an dessen zunehmender Arthritis lag. Im Film wird dies durch einen Unfall Martins beim Herunterrutschen des Treppengeländers erklärt. In späteren Filmen, unter anderem bei seiner erneuten Zusammenarbeit mit Frank Capra 1946 in Ist das Leben nicht schön? war Barrymore wegen seiner Erkrankung bereits im Rollstuhl. Ann Miller, die die Ehefrau von Ed Carmichael spielt, war beim Zeitpunkt der Dreharbeiten erst 15 Jahre alt. Der Film half insbesondere der Karriere von James Stewart, welcher mit Frank Capra noch bei zwei späteren Filmen zusammenarbeiten sollte. Stewart hatte bis Lebenskünstler schon einige erfolgreiche Filme abgedreht, wurde allerdings erst hierdurch zum Star.

## Synchronisation
Lebenskünstler erschien erstmals 1946 in den deutschen Kinos mit einer ersten Synchronfassung. James Stewart wurde von Ernst Fritz Fürbringer gesprochen, Jean Arthur von Angela Salloker und Lionel Barrymore von Will Dohm.
Die zweite, heute verwendete Synchronfassung entstand 1979 im Bavaria-Atelier in München.
| Rolle               | Schauspieler     | Dt. Synchronstimme (1979) |
| ------------------- | ---------------- | ------------------------- |
| Alice Sycamore      | Jean Arthur      | Rose-Marie Kirstein       |
| Tony Kirby          | James Stewart    | Hartmut Becker            |
| Martin Vanderhof    | Lionel Barrymore | Hans Paetsch              |
| Anthony P. Kirby    | Edward Arnold    | Alf Marholm               |
| Makler John Blakely | Clarence Wilson  | Erich Ebert               |
| Penny Sycamore      | Spring Byington  | Luise Lunow               |

## Kritiken
„Es ist ein großartiger Film, der nur die oberflächlichsten Bewunderer des Stückes enttäuschen wird. Columbia, neben den Diensten seines berühmten Drehbuch-Regie-Teams Capra und Riskin, hat seine Besetzung mit wundersamer Weisheit gewählt. Lionel Barrymores Grandpa ist vielleicht ein ganz kleines bisschen enttäuschend nach Henry Travers' Darstellung am Broadway, aber wir geben zu, dass unsere Enttäuschung daher rührt, dass Mr. Travers den Grandpa als Erstes spielte. Neben diesem vorurteilenden Zweifel bewundern wir jedermann und alles – Jean Arthurs Alice Sycamore, James Stewarts ehrlichen jungen Kirby, Edward Arnolds gehetzter Tycoon, Spring Byingtons belustigende Penny, Donald Meeks Mr. Poppins (eine für den Film neu hinzugefügte Figur) und alle anderen Namen in der langen Besetzungsliste. Und, bevor wir es vergessen, "You Can't Take It With You" springt in die Liste der besten Filme des Jahres.“

„Intelligente, unendlich komische Dialoge!“

„Entwaffnende amerikanische Gesellschaftskomödie mit sozialkritischem Aspekt und amüsanten Charakterzeichnungen, die durch ausgezeichnete Darsteller voll zur Wirkung kommen.“

## Auszeichnungen
Der Film ging mit sieben Nominierungen in die Oscarverleihung 1939 und gewann zwei der Auszeichnungen:

### Gewonnen
- Besten Film
- Beste Regie – Frank Capra

### Nominierung
- Beste Nebendarstellerin –  Spring Byington
- Beste adaptierte Drehbuch – Robert Riskin
- Beste Kamera – Joseph Walker
- Besten Schnitt – Gene Havlick
- Besten Ton – Columbia Studio Sound Department, John P. Livadary